# Dar la cara
Dar la cara es una película en blanco y negro de Argentina dirigida por José Martínez Suárez sobre su guion escrito en colaboración con David Viñas después de la cual Viñas realizó la novela homónima (circunstancia curiosa ya que por lo general las películas son inspiradas por la obra literaria en primera instancia y no al revés), estrenada el 29 de noviembre de 1962 y que tuvo como protagonistas a Leonardo Favio, Luis Medina Castro, Pablo Moret y Nuria Torray. La novela fue publicada luego del filme. En la película aparece el bebé Mafalda, lo que motivó al historietista Quino para dar ese nombre a su famoso personaje.

## Sinopsis
Al finalizar su servicio militar tres jóvenes toman distintos caminos: el cine, el ciclismo y la política.

## Reparto
Participaron del filme los siguientes intérpretes:
- Leonardo Favio
- Luis Medina Castro
- Pablo Moret
- Nuria Torray
- Ubaldo Martínez
- Daniel de Alvarado
- Lautaro Murúa
- Guillermo Bredeston
- Walter Santa Ana
- Cacho Espíndola
- Augusto Fernandes
- Héctor Pellegrini
- Dora Baret
- Adolfo Aristarain …Extra
- Rosángela Balbo
- Pino Solanas …Extra
- Elena Tasisto …Chola
- Martín Andrade
- Graciela Araujo …Voz de Nuria Torray en el doblaje
- María Vaner …Cameo
- Susana Mayo
- Orlando Marconi

## Comentarios
King en El Mundo dijo

”Es por sobre todas las cosas un film audaz, que tiene la virtud de expresar frases tremendas…Pudo ser un gran film. Queda, de todas formas, como una buena expresión de nuestro cine, que no es poco decir.”

La Prensa valoró el filme en esta forma:

”…tiene una correspondencia cierta con la realidad argentina…Lo seriamente objetable es que todo ese material no se traduzca en un film coherente, sino en una sucesión de episodios donde hay cabida para las frases o situaciones que ilustran los propósitos críticos de sus realizadores.”

La crónica de La Nación afirmaba:

”La película ha sido filmada con alguna destreza y con calor humano, mas adolece de una evidente elementalidad en los planteos y algunos desmesurados convencionalismos.”

Manrupe y Portela escriben:

”Una de las películas que mejor describen la Argentina a fines de los 50 –principios de los 60 y los conflictos de una juventud que quería participar. Con menos discursos que en El crack, Martínez Suárez logró una obra poco vista en la actualidad que debería ser un clásico de su época. Incluye una dura crítica al cine comercial.”